# Miguel Ángel Lotina
Miguel Ángel Lotina je španělský fotbalový trenér a bývalý fotbalista, momentálně je bez angažmá. Naposledy trénoval klub Deportivo La Coruña, předtím např. Espanyol či Osasunu. Jako hráč strávil nejdelší dobu v Logroñés.